# Tatort: Trübe Wasser
Trübe Wasser ist ein Fernsehfilm aus der Kriminalreihe Tatort der ARD, des ORF und SRF. Der Film wurde vom MDR unter der Regie von Hans-Werner Honert produziert und am 11. März 2001 erstmals ausgestrahlt. Es handelt sich um die Tatort-Folge 465. Für den Kriminalhauptkommissar Bruno Ehrlicher und seinen Kollegen Kain  ist es der vierte Fall, den sie in Leipzig ermitteln.

## Handlung
Zahnarzt Jens Schewe, Getränkehändler Josef Behrens und Sportlehrer Bernd Matzke, drei Mitglieder eines Rudervereins, werden von Paul Hahn erpresst. Alle vier hüten seit zehn Jahren ein Geheimnis, das Paul nun zu Geld machen will. Er steckt in finanziellen Schwierigkeiten und weiß sich keinen anderen Rat. Kurz darauf wird Paul mit einem Eisenstab attackiert und rollt daraufhin erschlagen in die Weiße Elster.
Am nächsten Tag wird seine Leiche gefunden und die Kommissare Ehrlicher und Kain verständigt. Von Bernd Matzke erfährt Ehrlicher, dass Paul angeblich von irgendwelchen Drogendealern aus Ibiza gejagt worden wäre. Dort hatte Hahn die letzten neun Jahre verbracht und nun war er frisch verheiratet zurückgekommen. Nach Kains Recherche hatte er dort eine Disco betrieben und war tatsächlich in die Drogenszene geraten. Anzeichen, dass von dort kürzlich Leute hinter ihm hergereist wären, gibt es jedoch keine.
Auf der Suche nach der Tatwaffe lässt Ehrlicher den Fluss absuchen und hat Erfolg. Die Taucher bergen bei dieser Gelegenheit ein altes Fass. Als sie es öffnen, finden sich darin die Überreste eines Menschen. Nach der pathologischen Untersuchung dürfte der Tote vor 1990 getötet worden sein. Kain fährt mit einem Boot die Weiße Elster flussaufwärts in der Hoffnung, einen Anhaltspunkt zu finden, von wo aus das Fass in den Fluss geworfen wurde. Nach einigen Kilometern entdeckt er ähnliche Fässer, die zum Getränkehandel von Josef Behrens gehören. Kain ist überrascht, ausgerechnet ein Mitglied des Ruderclubs hier zu finden. Der eigentliche Ursprung des Fasses ist aber eine alte Fabrik, die mittlerweile stillgelegt wurde. Ein ehemaliger Arbeiter erinnert sich, dass damals ein Dieter Künzel vom Ruderclub sich einige der leeren Fässer für einen Bootssteg geholt hatte. Kain kann Künzel jedoch nicht befragen, da dieser im Herbst 1989 spurlos verschwunden ist. Seine Exfrau berichtet, dass er sie schwanger sitzen gelassen und nach einem Jahr Geld und einen Brief aus Los Angeles geschickt hätte mit der Erklärung, eine neue Liebe gefunden zu haben. Danach hätte sie Dieters Ruderkollege Jens getröstet, mit dem sie seit sieben Jahren zusammenlebt.
Beim Studium der Akten der Vermisstenfälle im November 1989 stoßen Ehrlicher und Kain auf einen Überfall auf ein Museum, bei dem Wertgegenstände von über zwei Millionen DM gestohlen wurden. Auffällig ist, dass der Wachmann, der von den Tätern gefesselt und geknebelt wurde, Josef Behrens hieß. So geraten alle drei Ruderfreunde ins Visier der Ermittler.
Da die Identität des Toten nicht geklärt werden kann und Ehrlicher vermutet, dass es sich um Dieter Künzel handelt, lässt er eine DNA-Probe von dessen Tochter Anna nehmen. Diese fällt allerdings negativ aus. Maria Hahn findet inzwischen durch Fotos heraus, dass ihr Mann früher mit Bernd Matzke eine homosexuelle Beziehung hatte. Von Matzke gejagt schlägt sie ihn nieder und flüchtet. Die Polizei wird benachrichtigt und ehe Ehrlicher mit Matzke sprechen kann, erhängt er sich.
Damit ist zwar der Mord an Paul Hahn aufgeklärt, aber die Umstände von Künzels Verschwinden nicht. Kain kann recherchieren, dass Josef Behrens 1990 in Los Angeles war. Als er ihn verhören will, erleidet Behrens einen Herzinfarkt und stirbt. Jens Schewe äußert daraufhin, dass man damit hätte rechnen müssen, so krank wie Behrens war. Intuitiv lässt Ehrlicher den Inhalt der Flasche überprüfen, von der Behrens zuletzt getrunken hatte, aber das Präparat, das nach der Obduktion in Behrens Körper gefunden wird, entstammt einer Zahnplombe, die ihm kurz zuvor Schewe eingesetzt hatte. 
Als Ehrlicher und Kain Schewe aufsuchen und ihn mit ihren Ermittlungsergebnissen konfrontieren, räumt er ein, mit Künzel seinerzeit in Streit geraten zu sein, da dieser erfahren hatte, dass seine Frau nicht sein Kind erwartete. Er hätte damals nur einmal mit Künzels Frau geschlafen und das alles nicht gewollt......

## Hintergrund
Trübe Wasser wurde von der Saxonia Media Filmproduktion GmbH produziert und in Leipzig unter dem Arbeitstitel Vier in einem Boot gedreht. In einer Sequenz geben Die Prinzen in Frederikes Wasch-Cafe eine Gastrolle und singen das Lied Hier sind wir. Franz Sodann, der Sohn des Hauptdarstellers aus dessen erster Ehe, ist in einer Nebenrolle zu sehen.

## Rezeption

### Einschaltquoten
Bei seiner Erstausstrahlung am 11. März 2001 wurde die Folge Trübe Wasser in Deutschland von 9,1 Millionen Zuschauer gesehen, was einem Marktanteil von 26,0 Prozent entsprach.

### Kritik
Trotz der überdurchschnittlichen Einschaltquote bewerten die Kritiker der Fernsehzeitschrift TV Spielfilm den Film nur mittelmäßig und meinen die Handlung sei „vorhersehbar, und die Ermittler sind müde.“